# ناسا إيه دي-1
ناسا إيه دي-1 (بالإنجليزية: NASA AD-1)‏ هي طائرة تجريبية أنتجت في الولايات المتحدة. من صناعة (Ames Industrial Co). كانت تستخدم بشكل أساسي من قبل ناسا. كان أول طيران لها في 21 ديسمبر 1979. انتهت خدمتها في 1982. صنع منها طائرة واحدة، وسعر الطائرة الواحدة منها هو 240,000 دولار.